# Daphnellopsis
Daphnellopsis é um gênero de gastrópodes pertencente à família Muricidae.

## Espécies
- Daphnellopsis fimbriata (Hinds, 1843)[2]
- Daphnellopsis hypselos Houart, 1995[3]
- Daphnellopsis lamellosa Schepman, 1913
- Daphnellopsis lochi Houart, 2013
- †Daphnellopsis lozoueti Houart, 2013
- †Daphnellopsis pinedai Houart, 2013

Espécies trazidas para a sinonímia
- Daphnellopsis murex Hedley, 1922: sinônimo de Lindapterys murex (Hedley, 1922)